# العلاقات الأوزبكستانية الكوستاريكية
العلاقات الأوزبكستانية الكوستاريكية هي العلاقات الثنائية التي تجمع بين أوزبكستان وكوستاريكا.

## مقارنة بين البلدين
هذه مقارنة عامة ومرجعية للدولتين:
| وجه المقارنة                                              | أوزبكستان       | كوستاريكا                                 |
| --------------------------------------------------------- | --------------- | ----------------------------------------- |
| المساحة (كم2)                                             | 448.98 ألف      | 51.10 ألف                                 |
| عدد السكان (نسمة)                                         | 32.39 مليون     | 4.91 مليون                                |
| الكثافة السكانية (ن./كم²)                                 | 72.14           | 96.09                                     |
| العاصمة                                                   | طشقند           | سان خوسيه                                 |
| اللغة الرسمية                                             | اللغة الأوزبكية | اللغة الإسبانية                           |
| العملة                                                    | سوم أوزبكستاني  | كولون كوستاريكي                           |
| الناتج المحلي الإجمالي (بليون دولار)                      | 48.72 مليار     | 57.06 مليار                               |
| الناتج المحلي الإجمالي (تعادل القوة الشرائية) بليون دولار | 190.50 مليار    | 74.98 مليار                               |
| الناتج المحلي الإجمالي الاسمي للفرد دولار أمريكي          | 2.13 ألف        | 11.26 ألف                                 |
| الناتج المحلي الإجمالي للفرد دولار أمريكي                 | 5.57 ألف        | 14.92 ألف                                 |
| مؤشر التنمية البشرية                                      | 0.675           | 0.766                                     |
| رمز المكالمات الدولي                                      | +998            | +506                                      |
| رمز الإنترنت                                              | .uz             | .cr، قائمة نطاقات المستوى الأعلى للإنترنت |
| المنطقة الزمنية                                           | ت ع م+05:00     | 00                                        |

## منظمات دولية مشتركة
يشترك البلدان في عضوية مجموعة من المنظمات الدولية، منها:
| علم المنظمة | اسم المنظمة                               | تاريخ انضمام أوزبكستان | تاريخ انضمام كوستاريكا |
| ----------- | ----------------------------------------- | ---------------------- | ---------------------- |
|             | الاتحاد البريدي العالمي                   | ?                      | ?                      |
|             | يونسكو                                    | 26 أكتوبر 1993         | 19 مايو 1950           |
|             | البنك الدولي للإنشاء والتعمير             | 21 سبتمبر 1992         | 8 يناير 1946           |
|             | وكالة ضمان الاستثمار متعدد الأطراف        | 4 نوفمبر 1993          | 8 فبراير 1994          |
|             | الاتحاد الدولي للاتصالات                  | 10 يوليو 1992          | 13 سبتمبر 1932         |
|             | منظمة الشرطة الجنائية الدولية             | ?                      | ?                      |
|             | مؤسسة التمويل الدولية                     | 30 سبتمبر 1993         | 20 يوليو 1956          |
|             | الأمم المتحدة                             | 2 مارس 1992            | 2 نوفمبر 1945          |
|             | مؤسسة التنمية الدولية                     | 24 سبتمبر 1992         | 30 يونيو 1961          |
|             | الفريق المعني برصد الأرض                  | ?                      | ?                      |
|             | منظمة حظر الأسلحة الكيميائية              | ?                      | ?                      |
|             | المركز الدولي لتسوية المنازعات الاستشارية | 25 أغسطس 1995          | 27 مايو 1993           |

## وصلات خارجية
- موقع وزارة الخارجية الأوزبكستانية
- موقع وزارة الخارجية الكوستاريكية